# Алгебра вершинных операторов

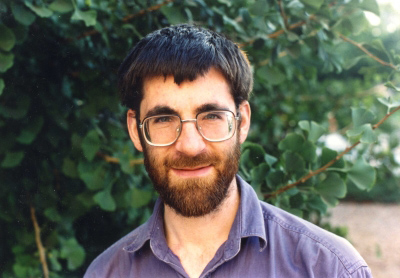
Ричард Борчердс

Алгебры вершинных операторов впервые были введены Ричардом Борчердсом в 1986 году. Имеет важное значение для теории струн, конформной теории поля  и для смежных областей физики. Аксиомы алгебры вершинных операторов — это формальная алгебраическая интерпретация того, что физики называют хиральной алгеброй.
Алгебры вершинных операторов оказались полезными в чисто математических направлениях, таких как геометрическое соответствие Ленглендса (англ.) и доказательство гипотезы чудовищного вздора.

## Примеры
- Решётка Z в R даёт супералгебру вершинных операторов, соответствующую одному комплексному фермиону. Это ещё один способ формулировки бозонно-фермионного соответствия. Фермионное поле ψ(z) и его сопряжённое поле ψ†(z) определяются выражением:

{\displaystyle \psi (z)=\sum e_{n}z^{-n-1},\ \ \psi ^{\dagger }(z)=\sum e_{n}^{*}z^{n},\ \ \{e_{n},e_{m}\}=0,\ \ \{e_{m},e_{n}^{*}\}=\delta _{m,n}I.}
Соответствие между фермионами и одним заряженным бозонным полем
{\displaystyle \phi (z)=\sum a_{n}z^{-n-1},\ \ [a_{m},a_{n}]=m\delta _{n+m,0}I,\ \ Ua_{n}U^{-1}=a_{n}-\delta _{n,0}I}
принимает вид
{\displaystyle \phi (z)=\;\colon \psi ^{\dagger }(z)\psi (z)\colon }
{\displaystyle \psi (z)=U\;\colon \exp \int \phi (z)\colon }
где нормальные экспоненты интерпретируется как вершинные операторы.
- Решётка √2 Z в R даёт алгебру вершинных операторов, соответствующую аффинной алгебре Каца — Муди (англ.) для SU(2) на первом уровне. Она реализуется полями

{\displaystyle H(z)=\phi (z)\otimes I-I\otimes \phi (z)}
{\displaystyle E(z)=\psi (z)\otimes \psi ^{\dagger }(z)}
{\displaystyle F(z)=\psi ^{\dagger }(z)\otimes \psi (z)}